# فرناندو ریکسن
فرناندو ریکسن (انگلیسی: Fernando Ricksen; ۲۷ ژوئیهٔ ۱۹۷۶ – ۱۸ سپتامبر ۲۰۱۹) بازیکن فوتبال اهل پادشاهی هلند بود.
از باشگاه‌هایی که در آن بازی کرده‌است می‌توان به باشگاه فوتبال آزد آلکمار، باشگاه فوتبال رنجرز، باشگاه فوتبال فورتونا سیتارد، و باشگاه فوتبال زنیت سن پترزبورگ اشاره کرد.
وی همچنین در تیم ملی فوتبال هلند بازی کرده‌است.